# روميو وجولييت

روميو وجولييت في مشهد الشرفة: لوحة (1890) الرسام الإنجليزي فرانك ديكسي (1853-1928 ميلادي)

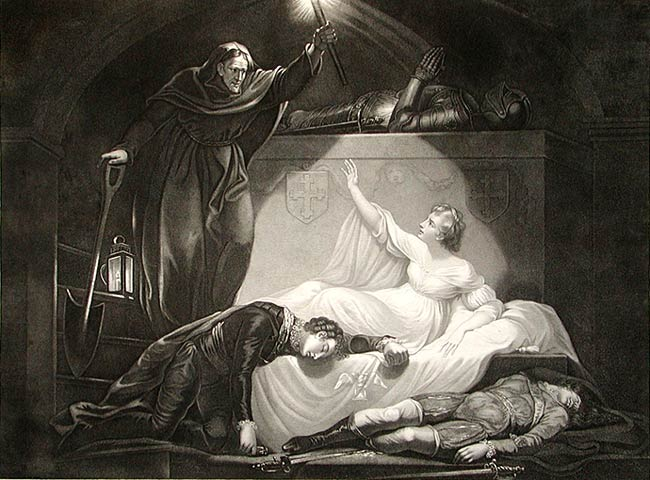
المشهد الأخير من روميو وجولييت

مأساة روميو وجولييت، والتي يُشار إليها غالبًا اختصارًا بـروميو وجولييت (بالإنجليزية: Romeo and Juliet)، هي مسرحية تراجيدية كتبها ويليام شكسبير في بدايات مسيرته الأدبية، تتناول قصة حب بين عاشقين إيطاليين ينتميان إلى عائلتين متنازعتين. كانت المسرحية من أكثر أعمال شكسبير شعبية في حياته، وتُعد إلى جانب هاملت من أكثر مسرحياته تمثيلًا. ويُنظر اليوم إلى شخصيتي روميو وجولييت بوصفهما نموذجين رمزيين للعاشقين الشباب.
تندرج روميو وجولييت ضمن تقليد طويل من القصص الرومانسية التراجيدية يعود إلى العصور القديمة. ويستند حبك المسرحية إلى قصة إيطالية كتبها ماتيو بانديللو، وقد نُقلت إلى الشعر في عام 1562 تحت عنوان التاريخ التراجيدي لروميوس وجولييت بقلم آرثر بروك، ثم رُويت نثريًا في عام 1567 ضمن كتاب قصر المتعة للكاتب ويليام باينتر. استعار شكسبير الكثير من هذين العملين، لكنه وسّع نطاق القصة بتطوير عدد من الشخصيات الثانوية، لا سيما ميركوشيو وباريس. يُعتقد أن المسرحية كُتبت بين عامي 1591 و1595، ونُشرت لأول مرة في نسخة "كوارتو" عام 1597. إلا أن هذه النسخة الأولى اتسمت بضعف الجودة النصية، وقد تم تصحيح النص لاحقًا في طبعات أخرى لتتوافق بدرجة أكبر مع ما كتبه شكسبير.
حظيت براعة شكسبير في استخدام البناء الشعري الدرامي – بما في ذلك التناوب بين الكوميديا والتراجيديا لتعزيز التوتر، وتوسيع أدوار الشخصيات الثانوية، وابتكار الحبكات الفرعية – بإشادة النقاد كدليل مبكر على قدراته المسرحية الفذة. وقد خص المسرحية باستخدام أنماط شعرية مختلفة تُسند إلى شخصيات بعينها، بل وتُغيَّر أحيانًا تبعًا لتطور الشخصية. فعلى سبيل المثال، يُظهر روميو تطورًا ملحوظًا في إتقانه لكتابة السونيتات على مدار المسرحية.
أُعيد تقديم روميو وجولييت مرات عديدة في المسرح والسينما والأوبرا والعروض الموسيقية. وفي عصر استعادة الملكية في إنجلترا، أُعيد إحياؤها بإخراج منقح على يد ويليام دافينانت. أما في القرن الثامن عشر، فقد قدم ديفيد جاريك نسخة معدلة حذف منها مشاهد اعتُبرت غير لائقة في ذلك الوقت، في حين أن نسخة جورج بيندا بعنوان روميو ويولي حذفت معظم الأحداث التراجيدية وقدّمت نهاية سعيدة. وفي القرن التاسع عشر، شهدت المسرحية عودة إلى نصها الأصلي مع تركيز أكبر على الواقعية، كما في أداء شارلوت كوشمان. أما في القرن العشرين وحتى القرن الحادي والعشرين، فقد تنوعت الاقتباسات السينمائية للمسرحية، ومن أبرزها: نسخة جورج كوكور عام 1936، ونسخة فرانكو زيفيريلي عام 1968، وروميو + جولييت من إخراج باز لورمان عام 1996، ونسخة كارلو كارلي عام 2013.

## لمحة تاريخية
تتخذ مسرحية روميو وجوليت من مدينة فيرونا – إيطاليا مسرحاً لأحداثها، وعلى الرغم من أن شكسبير لم يحدد فترة تأريخية لها، وكما يبدو فأنها قد وقعت في الفترة بين 1260 – 1387م، حيث كانت فيرونا تتمتع باستقلالها الذاتي، وكان من الشائع أن تحتدم معارك عنف وحقد بين الأسر النبيلة مثل مونتاغ وكابوليت.
وقد كتب شكسبير مسرحية روميو وجوليت بين عامي 1593 و1596 في الفترة التي كتب فيها كل من مسرحية حلم ليلة صيف، وريتشارد الثاني، وكان قد استقى الفكرة من التراجيديا التاريخية روميوس وجوليت (1562) الملحمة الشعرية الطويلة لمؤلفها آرثر بروك والتي اعتمدت بالأصل على قصة فرنسية لمؤلف يدعى بيريه (1559).
ولكن قصة (حب الأجرام المتنافرة) هي أقدم من تلك بكثير، فقد ذكر ماسوجيو ساليرينتاتنو في كتابه نوفيلينو II في العام 1476، كما أعاد ليويجي ريتروفاتو في إستوريا نوفيلامنثي ريتروفاتا دي نوبلي آمانتي (سيركا 1530)، ووصف دابوتو أن العداء والمعارك بين الأسر الفيرونية كان محتدماً بين مونتاجي، وكايلشفيو اللذين عاشا في فيرونا، وما تزال هناك شرفة، وحكاية عن منتحرين اثنين، وشخصية أخرى تدعى ماركوجيو .

## التأثير الفني

### الموسيقى والرقص
أوبرا باليه روميو وجولييت تعتمد على دراما كلاسيكية ومعروفة مسبقا في ذاكرة المتلقي أي أن العرض لا يطمح لأن يقدم دراما جديدة على صعيد النص المسرحي وذلك إتاحة في المجال للمتلقي لأن يستمتع بالرقص وبالحركة على الخشبة، لا استغناء كامل للحكاية لكن تنحيتها إلى المستوى الثاني مع تفضيل الرقص أولوية على التوازي مع الموسيقى التي تنضفر مع الرقص لتشكلا روحاً واحدة أو كينونة كلية تسكب أمام المشاهد بحرفية عالية.
تعتمد أيضاً على مجموعة من اللوحات المرسومة خصيصاً للعرض مستلهمة من أجواء الفضاء الدرامي لكنها لا تلعب دوراً أساسياً في حركة الراقصين إنما تساهم بخلق الجو العام ويمكنها أن ترفع جرعة الإبهار في حركتها الصاعدة والنازلة.. وما شاهدناه في عرض الفرقة بدمشق من حضور للديكور وهو هنا ديكور مسرحي بامتياز هو توظيف دلالي لجسور مدينة فيرنا بوصفها بيئة تجسد علاقة روميو بجولييت بحيث كانت الجسور تفصل عن بعضها كلما اتسعت شقة الخلاف بين عائلتي روميو وجولييت لتأتي شرفة جولييت الشهيرة بحيث تلعب صلة الوصل بين العائلتين رغم ما بينهما من خلاف وكأن الحب هو الحل لكل خلاف.
العرض يقوم على الرقص كلياً فلا كلام ملفوظ إنما موسيقى وأجساد راقصة تروي الأحداث وتجسد الصراعات وتدير الحبكة بأسلوبية استطاعت أن تنقل كل ما تريد الباليه أن تقوله لمن لا يعرف النص الأصلي لشكسبير.
الباليه هنا يعتمد المفاصل الرئيسة للدراما والأحداث وهذا ما يقلل من شأن النص المسرحي الشكسبيري لا بل ويلغيه.
فهو يقوم على نحو ثمانين راقصاً وراقصة، وتقدم فيه الشخصيات الرئيسية في الدراما على ثلاثة فرق تنتقل كل يوم من دور إلى دور. أي أن دور جولييت تلعبه ثلاث ممثلات، كل يوم ممثلة، وهذا يجعل العرض متجدداً وقابلاً للمشاهدة كل يوم حيث كما قلنا فإن عروض الباليه تقوم على الاستمتاع بالرقص وبحركة أجساد الراقصين.. ارقص كي تبقى على قيد الحياة.. هذا ما يعنيه تبديل طواقم الرقص.

### الأدب
فقد كان لتكوينها ومغزاها تأثير عميق على الأدب فيما بعد. سابقا، لم يدخل الحب في التراجيديا. وقال هارولد بلوم، شكسبير «اخترع صيغة ليحول بها كل ماهو جنسي ليصبح مثيرا عندما يجتازه ظلال الموت». ومن أعمال شكسبير، التي ولدت الاختلافات، يوجد أعمال سردية نثرية أوشعرية، لوحات، مسرحيات، أوبرات، والأوركسترا والباليه، وكذلك يوجد نسخ مختلف في السينما والتلفيزيون. وفي اللغة الإنجليزية، مثل العديد من البلدان الناطقة باللغة الإسبانية، كلمة «روميو» تعتبر مرادفة لعبارة «عاشق ذكر».ومن منظور آخر، مسرحية شكسبير تأثر أيضا بعض الأعمال الأدبية، وتسليط الضوء على النص نيكولاس نيكليبي لتشارلز ديكنز.

### الفن
وبالمثل، فقد تم عرض العمل في عدد لا يحصى من المناسبات. أول الصور المعروفة هي قطع خشبية في مشهد الشرفة، الذي كانت تمثله إليشا كيركالي، وربما قد تم وضعه في طبعة عام 1709 من أعمال وليام شكسبير التي تنتجها نيكولاس روه. في القرن الثامن عشر، كان معرض ويليام شيكسبير به خمس لوحات كل واحدة منها بها فصل من الفصول الخمسة للتراجيديا.وانتهت هذه الأعمال بالتأثير على الرسامين لعمل سيناريوهات مثالية لكل إنتاج مسرحي. في القرن العشرين، بدأت الرموز تتحول لأعمال بصرية وأصبحت من الإنتاجات السينمائية في ذلك الوقت.

## الملخص
القصة تدور حول صراع بين عائلتين من أرقى عائلات مدينة فيرونا الإيطالية عائلة «منتيغيو» وعائلة «كابوليت». ولا نعلم سبب هذا الصراع ولكنه صراع منذ الأزل.
خلال هذا الصراع يخرج من صلب العائلتين عاشقان..روميو من مونتيغيو وجولييت من كابوليت. يخبرنا الراوي بأن العاشقين يقادان إلى مصيرهما المحتوم وهو الموت بسبب هذا الصراع. تبدأ المسرحية بروميو العاشق لامرأة اسمها«روزالاين» ولا تراها في المسرحية. يظهر لنا روميو عاشقاً تعيساً وكئيباً، يلهب المسرحية بأشعاره الرومانسية.
أفضل أصدقائه «مركيشيو» وهو من أقارب أمير فيرونا. يسري عن روميو ولكنه لا يزال مدلها بحب روزالاين. وبالصدفة يعلم روميو بأن هناك حفلة تنكرية لعائلة «كابوليت» وهي حفلة تقام سنوياً. ويعلم بأن روزالاين مدعوة إليها فيقرر الذهاب مع صديقيه مركيشيو وبنفوليو وهناك يقابل جولييت..الفتاة الجميلة الرائعة ويقع في حبها على الفور.
لقد كان روميو واقعاً بحب الحب وليس بحب روزالاين..حتى وجد الحب الحقيقي في جولييت، يتحدث روميو وجولييت مع بعضهما ويقعا في الحب، ولكن القدر كان بالمرصاد، فقد تعرف ابن عم جولييت «تيبالت» على روميو أرآد الشجار معه ولكن والد جولييت أبى عليه أن يتعارك مع ضيفه في الحفل، خاصة وان روميو معروف بنبل أخلاقه. وفي آخر الحفل يعلم الاثنان إنهما من العائلتين المتقاتلتين.
في نفس الليلة وبعد انتهاء الحفل، يذهب روميو إلى حديقة جولييت ويقف تحت مخدعها- هذا المشهد من أشهر مشاهد الرومانسية المسرحية على الإطلاق- ويتفقا أن يتزوجا في اليوم التالي سراً، يذهبان إلى القس الذي يزوجهما اعتقاداً منه أن زواجهما سيؤدي إلى الصلح بين العائلتين.
ولكن نعلم بعد ذلك أن هناك سيداً من قرابة أمير فيرونا خطب جولييت التي تفاجأ بالخبر روميو، كيف لا وهي متزوجة الآن.
تذهب إلى القس تخبره بالخبر، يقرر مساعدتهما، بعد ذلك نشاهد تيبالت وهو يبحث عن روميو ليتقاتل معه فيجد صديقيه. ثم يأتي روميو ويطلب منه تيبالت النزال..و لكن روميو يرفض لأنه أصبح نسيباً له، طبعاً لا يعلم بأمر الزواج سوى أربعة أشخاص، «روميو، جولييت، القس، وصيفة جولييت» عندها يغتاظ مركوشيو من ردة فعل روميو التي اعتبرها جبناً فيقرر منازلة تيبالت، ويموت مركوشيو واضعاً حداً بين الكوميديا التي بدأت منذ بداية المسرحية وبين المأساة التي بدأت بموته، هرب تيبالت من مسرح القتال تاركاً روميو –الذي أعماه الغضب- يقسم على الثأر لصديقه مركوشيو.
يعود تيبالت لمسرح المعركة لينازله روميو ويقتله، ويهرب بعدها. فأمر فيرونا أمر منذ بداية المسرحية بقتل المتنازلين من العائلتين لأن مدينة فيرونا الهادئة لا يعكر صفوها سوى صراع العائلتين. عند حضور الأمير إلى المنطقة يعلم بأن روميو قتل تيبالت ثأراً، وعندها يقرر تخفيف العقوبة إلى النفي شرط أن لا يظهر روميو.
يبلغ الخبر جولييت التي تقف إلى جانب زوجها، ويذهب روميو إلى القس الذي يخبره بالحكم. ثم يذهب روميو إلى مخدع جولييت ليبقى معها إلى الفجر ثم يغادر إلى مدينة مانتوفا دون أن يعلم بأن أمه ماتت حزناً عليه.
و تمضي أحداث المسرحية سريعاً حيث نعلم أن والد جولييت أعلن تقديم زفافها من «باريس» يوماً واحداً. تذهب جولييت لطلب المساعدة من القس الذي يخبرها بخطته وهي انه سيرسل رسولاً إلى مدينة مانتوا ليبلغ روميو بالخطة، وأعطى جولييت دواءً يجعلها تبدو كالميتة لمدة يومين تأخذه ليلة زفافها.و لكن للأسف، لا يصل الرسول إلى روميو فقد كان هناك طاعوناً في المدينة القريبة من مدينة مانتوا. ويأتيه بخبر وفاة جولييت، «خادمه» الذي لا يعلم بالخطة. عندها يجن جنون روميو ويذهب إلى صيدلي فقير في المدينة ليشتري منه سماً ويعطيه مبلغاً كبيراً مقابل السم.
ثم يذهب إلى مقابر عائلة كابوليت ليجدها ممدة في تابوتها ويرآها وقد ازدادت جمالاً وان لون وجهها لا يزال محمراً وليس أبيضاً ولكنه لا يعلم أن هذا بسبب أنها ستستيقظ بعد فترة وجيزة. يقابل بعدها «باريس» الذي جاء ليزور زوجة المستقبل وهناك يجد روميو ويظن أن روميو جاء ليدنس قبرها فهو من عائلة الأعداء. وبعدها تنازل «روميو×وباريس» وقتل روميو باريس. ثم قبل روميو جولييت ويجرع قارورة السم الصغيرة ليموت بين يديها، وتستيقظ جوليت من نومتها لتجد أن روميو ميت بجوارها وبدون تفكير تأخذ خنجره لتزرعه في قلبها وتموت هي أيضاً. بعد ذلك يأتي الجميع إلى القبر ليشاهدوا الفاجعة التي حصلت ويخبرهم القس بالقصة كلها، تتصالح العائلتان ويقرران بناء تمثالين كبيرين بالذهب لروميو وجولييت ليخلداهما في المدينة وليتذكرا انهما «العائلتين» هما سبب موت ولديهما وبأن العاشقين هما اللذان اصلحا الصراع الذي كان منذُ الأزل بين العائلتين. الحب هو الذي صالح بين العائلتين اللتان لم يستطع القانون ممثلا بالأمير أن يصلح بينهما .

## المواضيع

### الحب
قد تسمو مشاعر الحب على الواجب، حين يزرع هذا الواجب البغضاء والعداء في النفوس بدلا من الحب والتسامح، فكثير من العداوات بين الأسر، يرث الأبناء سعيرها وأوارها، ولا يعرفون أسبابها، ولا كيف بدأت، وكانت عائلتا «مونتيغيو» و«كابيوليت» في مدينة فيرونا بإيطاليا من تلك الأسر. وكان بينهما عداء وقتال بدأ منذ سنوات، وتشاء الأقدار أن يتعلق قلب «روميو» ابن اللورد «مونتيغيو» بابنة اللورد «كابيوليت» وهي الحسناء «جولييت» وبادلته حباُ بحب ووقف الاثنان ضد أسرتيهما، وواجها بشجاعة عوائق العداوة والبغضاء، وانتصرت مشاعر الحب على واجبيهما نحو أسرتيهما، ولكنهما دفعا الثمن غاليا، ونترك للقارئ الكريم أن يكشف تفاصيل ونهاية هذه المسرحية، والفكرة المستهدفة منها، فهي إحدى روائع شكسبير. والجدير بالذكر أن هذه المسرحية حولت حديثا إلى فلم سينمائي يعيش أبطاله في نيويورك، وتتقاتل العائلتان بالمسدسات الرشاشة بدل المبارزة بالسيوف، فالتقنيات تتغير وتتطور على مر العصور، ولكن المشاعر الإنسانية بقيت كما هي حبيسة الصراعات بين عائلتين، وفي الأمثلة السابقة كلها، لاتبقى العلاقة ثابتة بل تتغير نتيجة للصراع الداخلي، فينتصر الواجب أو الحب.
تكمن قصة روميو وجولييت في ان الحب الشديد والملتهب جمع بين حبيبين ينتميان إلى أسرتين من ألد الأعداء وبينهما ثأر قديم وثأر جديد في خلفية من الكراهية والبغضاء.
تبداء القصة بحفلة تنكرية يرتدي فيها المدعون الأقنعة على وجوههم والحفلة تقيمها أسره كابويوليت من أعيان مدينة فيرونا الإيطالية .. يتسلل روميو ابن أسرة مونتاجيو الد اعداء اسرة كابيوليت وقد اخفى وجهه بقناع وذلك لحبه للمغامره .. لكن روميو يلتقي بجولييت كابيوليت ابنه المضيف ويقع في حبها وتقع في حبه من أول نظره . وبعد انصرافه مع الضيوف يعود روميو فيقفز من فوق سور الحديقة ويرى حبيبته ساهره مؤرقة في الشرفة فيناجيها وتناجية في مشهد الشرفة .
يتزوج روميو من جولييت سرا على يد القس الراهب لورانس …… تدور الاحداث ويتعارك تيبالت من اسرة كابيوليت مع الشاب ماركو من اسره مانتاجيو وهو الصديق الحميم لروميو وقريبه فيقتل أثناء العراك …. فينتقم روميو لقريبه ويقتل تيبالت ……. فيحكم الدوق عليه بالنفي إلى بادوا (خارج الديار).
بعد الحكم عليه يواسي الراهب لورانس روميو ويخبره بأن الحكم كان رحيم معه حيث أنه يستحق القتل .
فيجيب روميو (بأسى): «إن هذا لعذاب وليس رحمة، الجنة هنا ما دامت جولييت فيها وعدا ذلك جهنم لانه لايحتويها، كل من يسكن فيرونا من كلب أو قطه أو فار وكل خسيس وصغير من سكانها سوف يرون جولييت إلا روميو وحده .. فهو المحروم من رؤيتها».
كابيوليت أبو جولييت يدبر زواجها من كونت باريس .. فتلجا جولييت إلى القس الراهب للتخلص من المأزق فهو الوحيد الذي يعرف أنها متزوجة من روميو فيعطيها الراهب جرعة مشروب إذا شربتها ظهرت عليها أعراض الموت وبعد دفنها ستستيقظ في المقبرة ليعينها الراهب على الهروب إلى حبيبيها .
وبالطبع تلعب الصدفة دورها لتمنع وصول رساله الراهب إلى روميو، فيصل نبأ موت جولييت إليه ليصل إلى المقبرة ويشرب السم ويموت، وحين تستيقظ جولييت وتجد روميو قد مات تستل خنجره من غمده وتقتل نفسها .
عند وصول عائله كل من روميو وجولييت، يعنف الدوق رئيسى الاسرتين اللذين يتأثران بعنف الفجيعة في شباب الأسرتين ويتصالحان ويتصافحان لأول مره .

### الصدفة والحظ
الصدفة هي التي أدخلت روميو لحفل آل كابيوليت رغم عداوة اسريتهما وهو من اسرة مونتاغو، ورؤيته لجوليت التي محت من قلبه نهائيا عشقه لروزالين، التي جن بحبها قبلا حد التولة إلا ان حبه لروزالين كان حبا من طرف واحد، اما حبه لجوليت كان عطفا بعطف وحبا بحب كما عبر عنه روميو نفسه وهو يرد على لوم القس لورنس لخروجه من حب روزالين ووقوعه في حب آخر لجوليت، حيث يقول له القص لورنس لأئما: لا لتدفنه في القبر وتُقيم مكانه حباً آخر. فيجيب روميو: بالله لاتلمني، فإن التي احبها الآن تمنحني عطفا بعطف وحبا بحب، ولم تكن الآخرى لتفعل ذلك.
والصدفة أيضا هي التي جعلت من خدش تيبالت (وهو من أقارب السيد كابيوليت) جرحا مميتا لمركوشيو (من أقارب الأمير وهو صديق روميو) نفذ إليه من تحت ذراع روميو والذي أنتقم منه فورا ليضع نهاية لوجوده في مدينة فيرونا وابتعاده القسري عن حبيبته وزوجته جوليت.
كما أنها لعبت دورا في منع وصول رسائل الأب القس فرير لورنس إلى روميو في منفى مانتو لتخبره بما فعلته حبيبته جوليت من أجله وتجرعها الدواء الذي اوهم الجميع بموتها وموعدهما المهم جدا في مقبرة آل كابيوليت.
بالإضافة إلى إنها منعت وصول الأب القس فرير جون إلى روميو ومنعه من مغادرة المدينة خشية نقله لمرض الطاعون.
وهذة الصدفة نفسها هي التي جعلت بلتازار (خادم روميو) يصل إليه لينقل له الخبر المشؤوم وهو وفاة حبيبته جوليت الوهمي، الامر الذي جعل القس لورنس يقول: يقول قصورها (أي الرسالة) عن ان تبلغ صاحبها يُنذر بشر عظيم).
وهي التي جعلت أيضا رميو يصل قبيل دقائق معدودة من استيقاظ جوليت من سباتها وتحقيق سعادتهما ليلحق بها كما ظن بالسم! وتقتل جوليت نفسها بالخنجر لتضع حدا لحياتها بل لشقائها وتلحق بحبيبها وزوجها روميو.

### الضوء والظلام
روميو وجولييت هما شخصيتان لقصة تحكي عن عاشقين صغيرين قدر لحبهما الانتهاء نهاية مدمرة، لم يخيل إليهما قط أن حبهما سيكون السبب في نهايتهما المأساوية تلك، هذان الحبيبان لم يفعلا شيئا خطأ، إلا أن هناك ثلاثة عوامل ساعدت على نهايتهما، وهي الشقاق بين عائلتيهما، خيانة الممرضة لجولييت، وأهم عامل هو القدر، فالشقاق بين العائلتين كان عاملا ساعد على إنهاء حب روميو وجولييت. فالعائلتان مونتاجيو وكوبليتس كان بينهما العديد من المشكلات وكان بينهما كراهية شديدة، وتلك الكراهية كانت سببا في العديد من المشكلات بين روميو وجولييت، وكان العاشقان على علم بتلك الكراهية، لذلك أخفيا زواجهما لأنه إذا علم أهلاهما بزواجهما فسيجعلان حياة أطفالهما بائسة، ولن يتمكن روميو وجولييت من رؤية أحدهما الآخر، فكلتا العائلتين كانتا تتصفان بعناد شديد وكان من المستحيل مصالحتهما في النهاية، والشيء الوحيد الذي قد يجمع العائلتين هو موت روميو وجولييت، ولأن روميو وجولييت قد أخفيا زواجهما عن عائلتيهما فقد لجآ إلى أناس آخرين طلبا للمساعدة، فأحيانا كان هؤلاء الأشخاص يسدون لهم نصائح خاطئة أو يقومون بخيانتهما أحيانا أخرى، فالممرضة على سبيل المثال خانتهما على الرغم من أنها كانت مقربة من جولييت، فقالت لها إنه من الأفضل الزواج من باريس، لذلك تركت جولييت وحيدة في ذلك الموقف ولم تساندها. جولييت كانت فتاة عاقلة، لكن كان من الأفضل أن تجد شخصا ما بجانبها، لذلك هربت واتخذت بعض القرارات الحاسمة، ولو بقيت الممرضة معها لكانت الأشياء تغيرت ولم تنته بتلك الطريقة المأساوية.
عند النظر إلى نهاية روميو وجولييت، نجد أن العامل الأساسي فيها كان هو القدر، فالقدر فوق كل شيء دمر روميو وجولييت، ومنذ البداية كان من الواضح نهاية العاشقين المأساوية. قد يقول البعض إنه من المستحيل تغيير القدر، وقد يكون مقدرا لروميو وجولييت تلك النهاية المأساوية كي ينتهي الخلاف بين عائلتيهما. من الأشياء التي تثير السخرية حفلة الأقنعة، التي جعلت جولييت تقع في حب روميو دون أن تعرف من يكون، فلو كانت قد عرفت مسبقا من هو، فربما ما وقعت في حبه على الإطلاق. منذ بداية القصة يتضح أن حب العاشقين سينتهي نهاية مأساوية. إنه من المحزن أنه كان عليهما الموت بتلك الطريقة. هناك جملة قيلت في المسرحية وهي تلخص هذه القصة «لا توجد قصة بها حزن أكثر من قصة روميو وجولييت».

### الزمن
الوقت الذي كتبت فيه المسرحية كان في العصر الإليزابيثي، أي بعد انفصال إنجلترا عن الكنيسة الكاثوليكية.إن تدخل الكنيسة في رسم سيناريو التفاهم السلمي الذي انقلب، بحنكة شكسبير إلى مأساة يتعظ منها الطرفين، ويتصالحان في خاتمة مبلودارمية هي أضعف فقرة في هذه المسرحية، رغم أن كل الأمور كانت تشير وبسرعة فائقة إلى هذه النهاية الإغريقية (كنهاية أنتيغون، وابن خالها هيمون – ولكن على ميثاق آخر، ومفهوم أخلاقي أراده الكاتب المسرحي أنذاك لحكمة، أو تبدل مبدأ أخلاقي، وشرعي في لحمة المجتمع الإغريقي، رغم وضوح تأثر شكسبير بهذه المسرحية كما تأثر بالأورستيا عند كتابته لهاملت نفسها).
ولكن تدخل الكنيسة الهزلي في هذه المسرحية هو نقد مبطن، لنوايا الكنيسة (الكاثوليكية بالذات)، رغم مجيء الخاتمة لصالح ما أرادته الكنيسة، ولكن بشكل ميلودرامي يقترب من السخرية. وبهذا نحار في مسألة تتعلق بمواقف شكسبير من الحكم، ففي الوقت الذي مثل شكسبير تياراً ناقداً، ومعارضاً لسياسة بلاده، فإنه هنا (ربما بمعتقده الخاص والشخصي، قد تلاءم مع موقف بلاده) يتبنى موقف بلاده الفكري، والسياسي، والديني معاً.
ففي تلك الفترة الزمنية كان للقرية والمدينة لكل منهما خواصهما لا يتعلق ذلك بحقبة تاريخية، أوفترة زمنية، لأن مجتمع القرية يعتمد بوسائل انتاجه على كل ما له علاقة بالطبيعة، ومنتجات الأرض، وما يدور حولها من أمور تختص بتعلق الزراعة بالمواشي، والدواجن، وما إليهما، أما المدينة فعلى الرغم أنها لا تختلف في ذلك الزمان عن شقيقتها الصغيرة، حجماً، لكنها تختلف بوسائل إنتاجها التي تعتمد بشكل أساس على تبادل السلع، والتعامل التجاري من جهة، وعمليتي إنتاج وسائل الإنتاج نفسها كأدوات الحراثة، والحصاد، وبالمقابل تحويل منتجات القرية إلى سلع يحتاجها الفرد في المدينة، والقرية من مواد خام القرية، كالنسيج، ومستخدمات المباني كالأبواب والنوافذ، وغيرها.
فالمدينة فيرونا لم تكن غير مدينة مصغرة تعيش حالتين اقتصاديتين لكنها تتعامل اجتماعياً من خلال تقاليد المدينة، إلا في قضايا الزواج، والمعاشرة الخفية.

## التحليل والترجمة

### البنية الدرامية
الحبكة الدرامية المميزة لشكسبير كانت سوف تكون ناقصة وضعيفة لو فقد عنصر العامل الفسيولوجي منها، فيكفي ان نشير إلى ان المسار القصصي لمسرحية شكسيبر الأكثر شهرة روميو وجولييت، كان سوف يختلف كثيرا لو خلت المسرحية من البعد الكيميائي المثمثل في تناول البطلة المتيمة لدواء ومنوم خاص يعطل نشاطها الفسيولوجي الظاهري فتبدو كالميتة ليتم بذلك خداع الاسرتين المتعاديتين ومن ثم يقوم القسيس بإخراجها من قبرها وايقاضها من غفوتها ليعيدها إلى محبوبها لو لم تسيرالاحداث في الطريق الخاطأ حيث يعتقد روميو المفجوع ان حبيبته انتحرت فعلا فينتحر هو بدورة لتصل الامور إلى قمة مأساويتها عندما تصحو جولييت من غفوتها لتجد محبوبها ميتا.
العجيب في الامر ان هذا الدواء الكيميائي الذي وظفه شكسبير في صلب حبكته الدرامية، ليس مركب خيالي تماما. فمن الاعتقادات الشائعة في جزيرة هايتي ان بعض السحرة والمشعودين بمقدورهم دس بودرة سحرية لضحاياهم تعطل نشاطاتهم الحيوية فيظهرون كانهم اموات طبيا.
و بعد ان يظن اهليهم انهم ماتو يدفنونهم ثم بعد ساعات ياتي اولئك الأوغاد فيخرجونهم من القبور ثم سقونهم اشربة مهلوسة ومن ثم يبيعونهم كعبيد وسخرة في مزارع قصب السكر. هولاء الأشخاص الخارجين من بين القبور يعرفون بالزومبي. لقد اهتم أحد الباحثين من جامعة هارفرد بحقيقة هذه الاساطير وتوصل لشراء بعض عينات من هذه البودرة السحرية المزعومة وعندما حللها وجدها خليط من اشياء عديدة من ظمنها اجزاء من السمكة المنتفخة التي من المعروف انها تحتوي مركب سام يعرف بـتدروتودوكسين الذي يسبب الشلل والموت ومن المعتقد انه يوثر على الجهاز العصبي المركزي ويسبب الخدر والإغماء من ثم لعل مرحلة الغيبوبة والكوما هذه هي التي تظهر الشخص المصاب وكأنه ميت.

### النظرية النسوية
ويبقى مجتمع النساء في الخلفية، وعلى الهامش فلم تظهر (الليدي مونتاغ) ذات أهمية إلا تابعة لزوجها مونتاغ. أما الليدي كابوليت فتقاسمت والمربية الدور في الظهور مع جوليت مرة، ومع زوجها كابوليت في المحافل الرسمية لمرّات، ولأنها ضعيفة في هذا المجتمع القاسي، والحامل للعداء المتكرر، والمستديم أسسه، وأبقى عليه عداء الرجال بين بعضهم، فليس في يد النساء من حيلة للانصياع للأمر الواقع، والوقوف إلى جانب أزواجهن. طائعات لا راغبات.
غير أن واسطة الحب، وجسر المعضلة سيكون من جنس النساء وهي جزء مما يسيطر عليه الرجل ويديره، ولعلنا لا نكرر ما وصفنا به موقف جوليت من الحبيب، والوعد المقطوع، ما كان يحصل في التاريخ الوثني عندما يضحى بعذارى الفتيات، على مذابح الآلهة، فعندما يتلاقى الحبيبان (روميو وجوليت) على سرير الموت، وكأنهما تواعدا لكي يلتقيا فيما بعد، أو ليكونا كبشي فداء لغسل دماء المختصمين، وخطاياهم، فقد ضرسوا حتى الثمالة، ولعل موتهم يضرس أبائهما فيرتعوا، ويعودوا إلى رشدهم، يذكرنا كل هذا بأن التاريخ يعيد نفسه من جديد مهما تغيرت الأفكار، وتبدل الزمان.
أما العناصر المساعدة من النساء فلم يترك شكسبير المربيات14 من غير تشريحهن للواقع والوقائع، ولم يدعهن على الهامش إلا ظاهرياً، بينما كن وسيطات حب، وغزل، وربما أيضاً متآمرات يتصنعن البراءة، ويقمن بما يدر عليهن من أموال من جهتي الصراع، أو الغرام، وما إليهما. ولم يترك مدبرات المنازل بغير تأثير، ووساطة في مسرحياته (عطيل، روميو وجوليت، وهاملت). إن تحليل أدوار هؤلاء جميعاً يشترك من حيث المبدأ بعناصر متشابهة، ويختلف فردياً ببعض الخصوصيات التي تحتمها وضعية هذه الطبقة من ميل، وتزلف، ورياء، وكذب في سبيل الحصول على المال، وبالمقابل فإن المصائر كلها مربوطة بما ينقلنه كوسيطات بين الطرفين.
في روميو وجوليت تكون المربية، متأرجحة بين طبيعتين اثنتين الأولى طبيعة ساذجة تتعاطف مع جوليت من أبواب الأمومة، والمربية الحقيقية للشابة التي تريد لها أن تسعد في حياتها، ومع هذا فالمربية نفسها الساذجة لها أهواؤها، وطبيعتها الخاصة في قبول أو رفض من لا تميل إليهم، وتحاول التأثير على الصبية من غير أن تشعر تلك بذلك.

### نظرية أحرار الجنس
يُعدّ الكاتب المسرحي الإنكليزي وليم شكسبير من أهم كتاب المسرح على الإطلاق، لما تتسم به أعماله من تجليات خالدة على صعيد الفكر والقيم الفنية، حيث أبدع في رسم ملامح شخصيات عظيمة في عوالمها الداخلية وطموحاتها، ويمكن أن نطلق عليه - عن جدارة - بأنه مصمم كبير للنفس البشرية، وتتراوح شخصياته بين العاطفة الجياشة والغيرة القاتلة. فدخل الصراع الطبقي في تحليل مسرحيات شكسبير مثل (روميو وجوليت) حيث كان الصراع محتدماً بين عائلة مونتاغو وعائلة كابيوليت وأصبحا (روميو وجوليت) هما الضحية.
وجد عدد من النقاد أن لدى شخصية ميركتيو رغبة مثلية شبقية غير معترف بها تجاه روميو. قام جوناثون غولدبرغ بفحص جنسانية كل من ميركتيو وروميو باستخدام نظرية أحرار الجنس النقدية في كتابه الصادر عام 1994، حيث قارن صداقة الاثنان بالحب الجنسي. يذكر ميركتيو في محادثة ودية قضيب روميو، مما يشير إلى ملامح الشبقية المثلية. مستشهدا بمثال، في البداية قال أن الذي يُنشئ أي روح غير طبيعية في دائرة الحب ويجب المحافظة عليها، من خلال طرد الأرواح الشريرة منها، لتتعود لطبيعتها مرة أخرى. كما توجد الشبقية المثلية عند روميو في موقفه من روزالين، فهي امرأة بعيدة المنال وغير متواجدة معه، وغير قادرة على إعطاءه أي أمل للزواج والأنجاب. وأيضا، يضيف بنفوليو بالنسبة لذلك قائلا، «فهي تم استبدالها بأخرى بتبادل كبير». فسوناتات الإبداع لشكسبير وصفت رجل آخر من الشباب الذين مثل روميو، لديه مشاكل جنسية، لذلك يمكن أن ينظر إليه على أنه شاذ جنسياً. وقال النقاد المتخصصة في هذا المجال أن شكسبير قد أدخل إلى روزالينا وسيلة للتعبير عن المشاكل المرتبطة بالإنجاب. في هذا الإطار، عندما تقول جولييت «، [...] ما نعرفه عن روزا [أو روزالين] / باسم آخر ذات رائحة حلوة»، من الممكن أنها تطرح ماإذا كان هناك أي فرق بين جمال الرجل وجمال المرأة.

## وصلات خارجية
- «روميو وجولييت» من مشروع غوتنبرغ